# Maria Sguassábia
Maria Stela Rosa Sguassábia (Araraquara, 12 de março de 1889 — São João da Boa Vista, 14 de março de 1973), mais conhecida como Maria Sguassábia, foi uma professora brasileira. Tornou-se notória por sua atuação na Revolução Constitucionalista de 1932, tendo sido uma dentre as mulheres que atuaram no front como soldado, a exemplo de Nhá Chica e Maria José Bezerra.

## Biografia

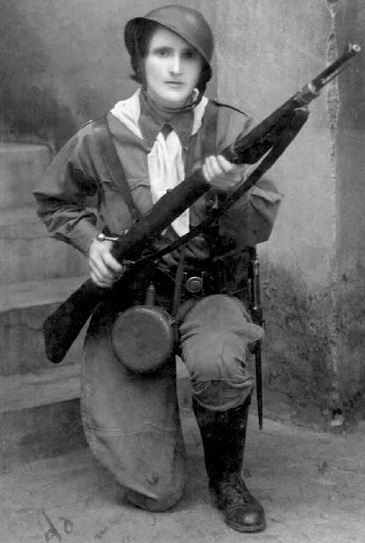
Maria Sguassábia na Revolução de 1932.

Maria Stela Rosa Sguassábia nasceu em 12 de março de 1899, na cidade de Araraquara, filha de José Sguassábia e Palpello Clotildes. Era professora de escola primária rural na Fazenda Paulicéia, na cidade de São João da Boa Vista. Em 22 de abril de 1922, casou-se com José Pinto de Andrade, com quem teve uma filha. Contudo, ficou viúva ainda no quinto mês de gravidez de sua única filha, Maria José de Andrade, que nasceu no dia 29 de janeiro de 1923.
A Fazenda Pauliceia, onde ela dava aulas em uma pequena escola rural de ensino primário, era local estratégico para as tropas constitucionalistas por fazer fronteira com o Estado de Minas Gerais. Assim, próximo ao local em que Maria Sguassábia dava suas aulas, atuavam as tropas paulistas nos combates com as tropas federais. O primeiro combate enfrentado por esses soldados nesse município foi num lugar chamado Cascata, marco divisório entre os dois Estados brasileiros. Derrotados nesse primeiro embate, os paulistas retrocederam para a fazenda Pauliceia. E entre os soldados paulistas que ficaram aquartelados na fazenda, estava Antônio Sguassábia, irmão de Maria.
Pela janela da escola, Maria Sguassábia via a movimentação das tropas, foi quando então viu um sentinela paulista desertar.Segundo o relato do ocorrido pela própria:
| “ | O administrador da fazenda deu ordens para abandonar o local porque estava no centro do combate. Dali eu podia ouvir os bombardeios. Quando vi um soldado desertar, jogando sua arma no mato, fiquei indignada, se pudesse alcançaria o patife e lhe daria umas bofetadas. Porém, na hora não dava para pensar, havia grande agitação entre os soldados. Logo descobri que a tropa iria avançar, sair das proximidades da fazenda. Decidi acompanhar o meu irmão. Deixei minha filha com o administrador. Voltei para encontrar o fuzil abandonado pelo soldado desertor, vesti a farda que meu irmão me dera para lavar. E quando o caminhão dos soldados passou rente a escola, corri atrás e subi. — Depoimento para O Globo, 1952. | ” |

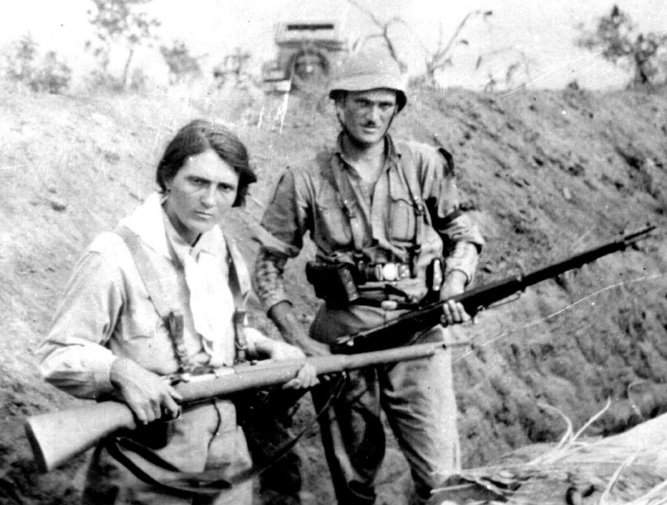
Maria Sguassábia e seu irmão Antônio Sguassábia nas trincheiras

Na confusão da partida os soldados não notaram a presença de Maria. Antônio, seu irmão, foi o primeiro a perceber e tentou de tudo para desencorajar a irmã a não seguir para os combates. Foi inútil, pois ela estava decidida. Horas depois ela estava em uma trincheira, na fronteira entre São Paulo e Minas Gerais, na cidade de Espírito Santo do Pinhal. O seu primeiro combate foi assim descrito por ela:
| “ | Numa colina banhada de luar tinham vultos. Mal tive tempo de pensar e uma saraivada de balas zunia sobre nós. Antônio me ensinou a manejar o fuzil. O tenente Meira circulava pela trincheira dando ordens e de súbito gritou: 'Fogo!'. Apontei em direção aos vultos e puxei o gatilho. Atirei muitas outras vezes naquela madrugada. Quando amanheceu o fogo cessou. Eu estava com o ombro direito roxo, dolorido. Os braços enxaustos, mas o coração limpo, aliviado. Foi quando o tenente Meira parou diante de mim. Os meus cabelos estavam soltos ao vento! — Depoimento para a Revista Manchete, 1957. | ” |

Após ser descoberta pelo seu superior, o tenente Mario dos Santos Meira, ela implorou para que fosse aceita no batalhão. Sem saber o que fazer o tenente levou o caso ao comandante Romão Gomes, no quartel general que funcionava no Hotel São Paulo em Águas da Prata. Horas depois ele decidiu que a professora Maria deveria ficar, caso aguentasse a rotina nas trincheiras serviria de exemplo para os soldados medrosos, e se não aguentasse poderia também ir embora a qualquer tempo sem ônus. Assim, foi incorporada a 4ª companhia do batalhão da milícia civil sob o pseudônimo "Mário Sguassábia". Embora a tropa inicialmente tenha sido relutante diante da sua presença, pouco a pouco Maria foi convencendo aos demais os seus méritos, com sucessivas demonstrações de bravura e eficiência nos combates, servindo de exemplo e encorajando os demais.
Segundo o tenente Mario dos Santos Meira, no combate em Lagoa Branca, ela e seus colegas combateram 1.200 homens e após 26 horas desbarataram o inimigo. Maria bateu-se durante toda a luta como verdadeira espartana, sem alimentação e mesmo sem água, manteve-se calma, sem soltar uma queixa. Tornando-se alvo de admiração e estima dos companheiros. Após esse combate, ela e sua tropa fizeram os inimigos recuarem da cidade de Casa Branca, e então marcharam em direção a Vargem Grande do Sul.Segundo ela:
| “ | A tropa mal havia de recuperado e estávamos fazendo levantamento das armas abandonadas pelo inimigo. Foi quando recebemos a ordem de recuperar Vargem Grande do Sul. Tivemos que andar 11 horas até chegar a cidade ocupada pelo inimigo, que resistiu tenazmente. Tivemos que tomar rua a rua, casa por casa. Neste dia eu senti como era duro guerrear. — Depoimento para a Revista Manchete, 1957. | ” |

Nessa cidade, no bairro do Pedregulho, ela e mais soldados paulistas avançam além das trincheiras e prendem o comandante da tropa mineira, o tenente João Batista Silveira. Segundo o Tenente Meira, ao alcançar as trincheiras do pedregulho encontrou quatro dos seus soldados com armas apontadas para um grupo de inimigos. Maria estava com seu fuzil no peito do tenente que blasfemava e quase chorava, envergonhado. Foi quando o tenente Mario dos Santos Meira lhe disse: 
| “ | Não se envergonhe de ser prisioneiro de uma mulher, tenente, porque indiscutivelmente o senhor está tendo a honra de ser aprisionado pelo mais valente soldado paulista. — Depoimento para o livro Revolução paulista: Coluna Romão Gomes 1932 de Benedito Fernando de Oliveira. | ” |

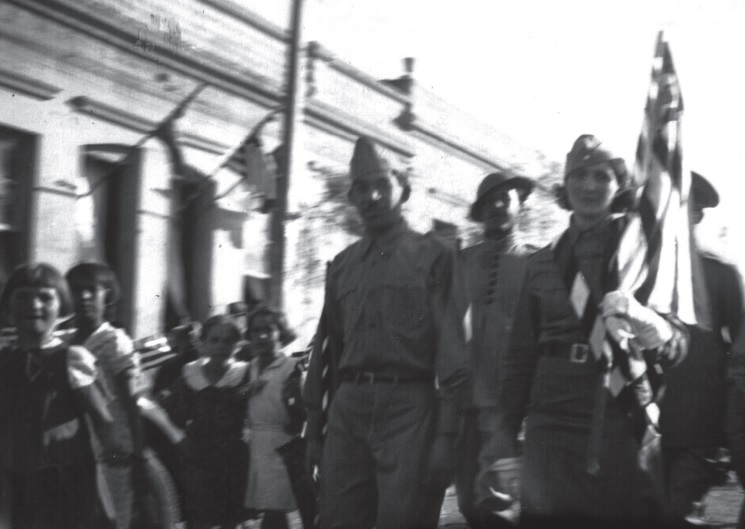
Maria Sguassábia em desfile de comemoração ao 9 de julho, em São João da Boa Vista-SP

Naquele dia Maria Sguassábia foi promovida a cabo, pelo mérito do seu feito, e mais tarde a sargento. Em São Sebastião da Grama ela percebeu pela primeira vez a superioridade do inimigo. Para ela foram os combates mais difíceis e violentos.Conforme seu relato:
| “ | Em 4 dias enfrentamos 10 combates violentos. Assisti a morte de muitos companheiros. Vi-os sair carregados em padiolas, desertar, vi homens chorando, vi o diabo. E antes de entrar em Grama, recebemos ordens de rumar para Campinas. Não havia mais nada a fazer na região. — Depoimento para a revista Manchete, 1957. | ” |

No momento em que as tropas paulistas estavam estacionadas nos arredores de Campinas, defendendo a cidade, a Revolução já estava próxima do fim. Em outubro de 1932, após três meses, chega o armistício e posteriormente o fim definitivo das hostilidades. A coluna Romão Gomes, tropa em que Maria Sguassábia atuou, foi a única a não perder nenhuma batalha.
Com o fim do conflito, mas ainda presente em Campinas, ela então evadiu-se do local e com a ajuda de uma conhecida na cidade, substituiu a farda militar por roupas civis, tendo escondido seu fuzil e o capacete militar.Para se esquivar das tropas federais, ela e seu irmão caminharam cerca de 150 km, entre Campinas e São João da Boa Vista, de volta para suas casas, seguindo por estradas rurais, tendo passado fome e sede no caminho, de modo a evitar as estradas de rodagem e ferrovias em que circulavam patrulhas de tropas getulistas.
Por ter rendido o tenente ditatorial João Batista Silveira, foi perseguida por ele mais tarde, que fez ela ser demitida do seu cargo como professora de escola primária. Ela então tornou-se costureira e alguns anos depois, com o interventor de São Paulo Armando de Sales Oliveira, ela conseguiu assumir o cargo como inspetora de alunos no Instituto de Educação Christiano Osório de Oliveira em São João da Boa Vista.
Maria Stela Rosa Sguassábia faleceu em 14 de março de 1973, aos 74 anos de idade e foi sepultada no cemitério de São João da Boa Vista.

## Ligações Externas
- Revolução Paulista de 1932
- Site sobre história de mulheres sanjoanenses
- Blog Soldado Maria Sguassábia